# Pigasus Award
Il Pigasus Award (in italiano, Premio Pigasus) è un riconoscimento annuale conferito dal noto scettico James Randi agli autori delle più notevoli frodi o affermazioni palesemente fasulle sul paranormale.
Il premio viene annunciato il primo aprile di ogni anno.
Sono previste cinque categorie: Scienziati, Enti di finanziamento, Media, "Performer" e Rifiuto della Realtà.